# Joel Antônio Martins
Joel António Martins, meglio noto solo come Joel (Rio de Janeiro, 23 novembre 1931 – Rio de Janeiro, 1º gennaio 2003), è stato un calciatore brasiliano di ruolo centrocampista, campione del mondo nel 1958 con la Nazionale brasiliana.

## Carriera

### Club
Joel fu scoperto dal Botafogo nel 1948, all'età di 17 anni. Tre anni più tardi, nel 1951, passò al Flamengo con cui vinse tre Campionati Carioca consecutivi (1953, 1954, 1955)
Nel 1958, dopo i mondiali di Svezia si trasferì in Europa, acquistato dagli spagnoli del Valencia, dove rimase fino al 1961.
Nel 1961 tornò in patria, nuovamente nel Flamengo, vincendo il Torneo Rio-San Paolo.
Nel 1963 si trasferì al Vitória, dove chiuse la carriera nel 1964.

### Nazionale
Joel nella Nazionale brasiliana ha collezionato 15 presenze e 4 gol, esordendo in verdeoro il 21 maggio 1957 contro l'Ecuador (7-1) in una partita valida per il Campeonato Sudamericano de Football, nella quale realizzò 2 reti.
Ha fatto parte della selezione che vinse i Mondiali 1958, dove disputò le prime due partite del girone contro l'Austria (3-0) e l'Inghilterra, per poi però restare in panchina sostituito da Garrincha.

## Palmarès

### Club
- Campionato Carioca: 3

Flamengo: 1953, 1954, 1955
- Torneo Rio-San Paolo: 1

Flamengo: 1961

### Nazionale
- Campionato mondiale: 1

Svezia 1958